# Kuća Salamunić u Jelsi
Kuća Salamunić je kuća u Jelsi na Hvaru, u predjelu Bonski dolac, na adresi Jelsa 525.

## Opis
Istočnim pročeljem okrenuta je ulici, južno je zatvoreno u bloku, a na zapadu je zidano vanjsko stubište kojim se pristupa katu, a na nadvratniku je natpis na latinskom jeziku. Kuća je zidana priklesanim kamenom te je dijelom ožbukana. Dvostrešan krov pokriven je utorenim crijepom, pod strehom je kameni grundal postavljen na konzolama. I ulično i dvorišno pročelje raščlanjeni je s dvije prozorske osi, prozori su uokvireni kamenim pragovima. Uz kuću je portal kojim se pristupa u zajedničko dvorište sklopa Selimovi dvori na čijem je nadvratniku uklesan natpis iz 17. stoljeća na latinskom i hrvatskom jeziku.

## Zaštita
Pod oznakom Z-4993 zavedena je kao nepokretno kulturno dobro - pojedinačno, pravna statusa zaštićena kulturnog dobra, klasificirano kao "javne građevine".

## Vanjske poveznice
|  | Zajednički poslužitelj ima još gradiva o temi Kuća Salamunić u Jelsi |